# Эпимен
Эпимен (IV век до н. э.) — по всей видимости, стратег Лисимаха.
Эпимен упоминается в надписи из Севтополя, оставленной наследниками одрисского царя Севта III. Эпимен был, видимо, одним из стратегов Лисимаха. Во время борьбы с этим диадохом Севт захватил Эпимена в плен и передал его своему союзнику правителю Кабиле Спартоку.